# Tübinger Stocherkahn

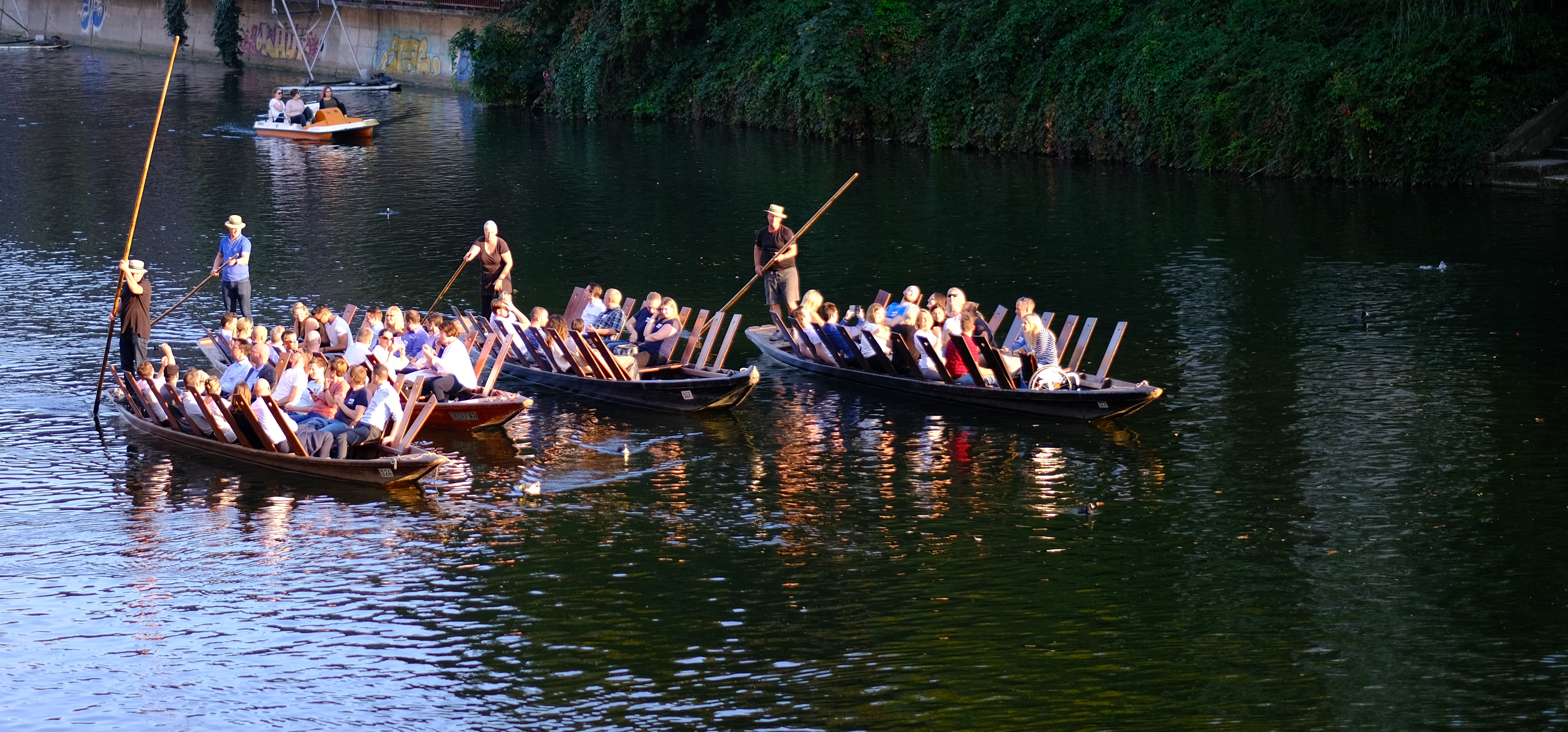
Stocherkähne östlich der Neckarbrücke im September 2018

Tübinger Stocherkähne sind Flachboote, die auf dem Neckar in Tübingen durch Stocherstangen oder Staken, hier Stochern genannt, fortbewegt werden. Vom Bautyp her handelt es sich um eine Zille. Von venezianischen Gondeln, mit denen sie oft verglichen werden, unterscheiden sie sich grundlegend durch den symmetrischen Aufbau der Kähne und die Art der Fortbewegung.

## Konstruktion und Betriebsweise

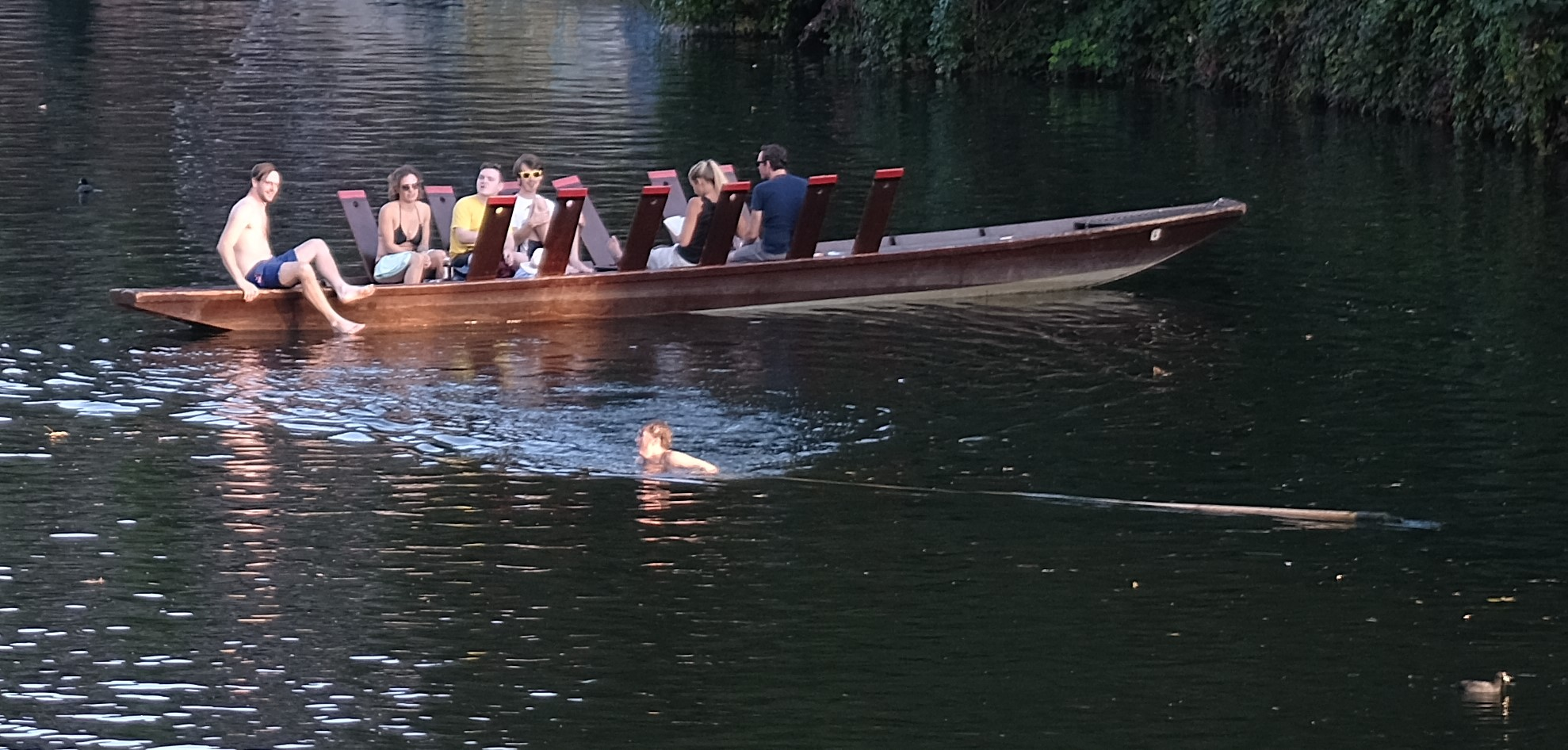
Stocherstange verloren: „Die Stange bleibt am Mann“

Stocherkahnexpedition Tübingen-Rottenburg 1994

Der Tübinger Stocherkahn ist sechs bis zwölf Meter lang, etwa 400–600 kg schwer und wird aus Hartholz, bevorzugt Lärche, hergestellt. Neu hergestellte Kähne dürfen eine maximale Länge von 10,80 m und eine Breite von 1,65 m haben; die Höhe der Bordwand darf maximal 0,52 m betragen.
Der Stocherer steht an einem Ende des Bootes und stößt es mit einer bis zu sieben Meter langen, 5–10 kg schweren Stange vom Grund des flachen Neckars ab. Auf einem Kahn können dabei bis zu 26 Mitfahrer Platz finden (üblich sind 12–16 Mitfahrer, laut Gewässerverordnung der Stadt Tübingen erlaubt sind 18 Fahrgäste). Mitfahrer sitzen auf den Sitzbrettern, die auf der so genannten Sitzbrettleiste abgelegt werden. An beiden Enden des Sitzbretts kann man außerdem weitere Sitzbretter als Lehnbretter zwischen Bordwand und Sitzbrettleiste einsetzen.
Es ist ungeschriebenes Gesetz, dass der Stocherer die Stange aus dem Wasser holt, falls er sie verliert – hierzu gilt der Leitspruch „Die Stange bleibt am Mann“.
Die Kähne werden über eine Stocherkahnrampe im Herbst aus dem Wasser geholt und im Frühjahr zu Wasser gelassen.

## Geschichte
Ursprünglich fuhren Neckarfischer mit dem Tübinger Stocherkahn. Das Stocherkahnfahren gehört jedoch seit langem zur studentischen Kultur der Universität Tübingen. In Tübingen gibt es 130 Stocherkähne, die auf dem Neckar zugelassen sind. Die meisten gehören Studentenverbindungen oder studentischen Gruppen und Fachschaften. Mittlerweile verfügen auch nicht-studentische Vereine oder zu so genannten Kahngemeinschaften zusammengeschlossene Privatpersonen über Stocherkähne. Stocherkahnfahren gehört auch zu den touristischen Angeboten der Stadt. Stocherkahnfahren wird von zertifizierten Stocherern mittlerweile gewerbsmäßig angeboten, so dass auch Bürger und Besucher der Stadt Tübingen in den Genuss kommen können. Auf den Betrieb von Stocherkähnen und die Anlegestellen finden Rechtsvorschriften der Stadt Anwendung.
An Fronleichnam findet in jedem Jahr das überregional bekannte Stocherkahnrennen um die Neckarinsel statt.

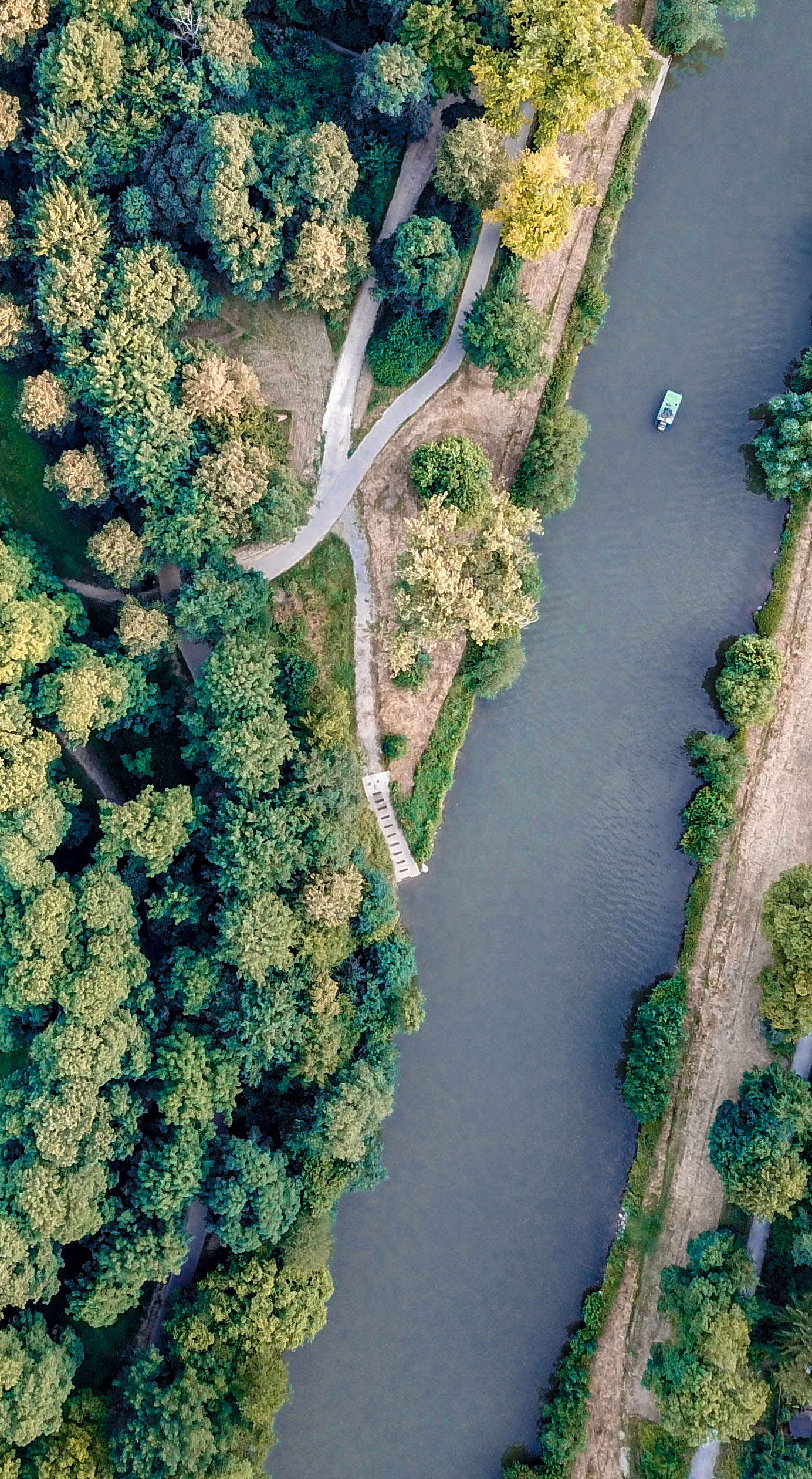
Stocherkahnrampe

## Tübinger Stocherkähne außerhalb Tübingens
Gelegentlich sieht man Tübinger Stocherkähne auch außerhalb Tübingens.
1982 wurde der Stocherkahn Achalm der Studentenverbindung Tübinger Wingolf, benannt nach dem Berg Achalm, von Mitgliedern in 45 Tagen über Neckar, Rhein, Dortmund-Ems-Kanal, Mittellandkanal und Weser zum Deutschen Schifffahrtsmuseum nach Bremerhaven gebracht.
Am 1. August 1994 reiste eine private Expedition aus Wissenschaftlern verschiedener, teils außereuropäischer Nationalitäten mit dem Stocherkahn Eurasia von Tübingen nach Rottenburg.
2008 wurde ein Stocherkahn anlässlich der bevorstehenden Landesgartenschau 2012 in Nagold testweise nach Nagold überführt, um die ‚Stocherkahnbarkeit‘ der Nagold zu testen. Dieser Test verlief positiv. Mittlerweile werden in Nagold zwei Stocherkähne betrieben.
2011 wurden für die Gartenschau „Neckarblühen“ in Horb am Neckar für die Fahrt auf dem Neckar drei Stocherkähne angeschafft.
Das englische Äquivalent zum Stocherkahn ist die deutlich breitere, aber sonst sehr ähnlich gebaute Punt. Besonders in den Universitätsstädten Oxford und Cambridge erfreut sich das „Punting“ großer Beliebtheit.